# Gibeaumeix
Gibeaumeix é uma comuna francesa na região administrativa de Grande Leste, no departamento de Meurthe-et-Moselle. Estende-se por uma área de 7,8 km². Em 2010 a comuna tinha 170 habitantes (densidade: 21,8 hab./km²).